# Анна фон Холщайн-Готорп
Анна фон Холщайн-Готорп (на немски: Anne von Holstein-Gottorp; Anna von Schleswig-Holstein-Gottorp; * 27 февруари 1575 в дворец Готорп; † 24 април 1625 в крепост Лерорт в Лер) от Дом Олденбург е принцеса от Шлезвиг-Холщайн-Готорп и чрез женитба графиня на Източна Фризия (1559 – 1625).
Тя е дъщеря на херцог Адолф I фон Холщайн-Готорп (1526 – 1586) и съпругата му Кристина фон Хесен (1543 – 1604), дъщеря на Филип I фон Хесен (1504 – 1567) и Кристина Саксонска (1505 – 1549). Баща ѝ е син на датския крал Фридрих I (1471 – 1533).
Анна умира на 24 април 1610 г. в крепост Лерорт на 35 години и е погребана в църквата Св. Ламберти в Аурих.

## Фамилия
Анна фон Холщайн-Готорп се омъжва на 28 януари 1598 г. в Есенс за граф Ено III от Източна Фризия (* 30 септември 1563 в Аурих; † 19 август 1625) от фамилията Кирксена. Тя е втората му съпруга. Те имат пет деца:
- Едзард Густав (* 15 април 1599; † 18/19 април 1612)
- Анна Мария (* 23 юни 1601 в Аурих; † 15 февруари 1634 в Шверин); ∞ във Фьорде на 4 септември 1622 г. за херцог Адолф Фридрих I фон Мекленбург-Шверин (* 15/25 декември 1588; † 27 февруари 1658)
- Рудолф Кристиан (* 25 юни 1602; † 17 юни 1628), граф на Източна Фризия (1625 – 1628)
- Улрих II (* 16 юли 1605; † 11 януари 1648), граф на Източна Фризия (1628 – 1648), ∞ в Аурих на 5 март 1631 г. за Юлиана фон Хесен-Дармщат (* 14 април 1606; † 15 юни 1659)
- Кристина София (* 26 септември 1609 в Аурих; † 20 март 1658 във Франкфурт на Майн), ∞ в Аурих на 2 юни 1632 г. за ландграф Филип III фон Хесен-Бутцбах (* 26 декември 1581; † 28 април 1643).